# Brachypterolus antirrhini
Brachypterolus antirrhini is een keversoort uit de familie bastaardglanskevers (Kateretidae). De wetenschappelijke naam van de soort werd in 1864 gepubliceerd door Murray.